# Ouya

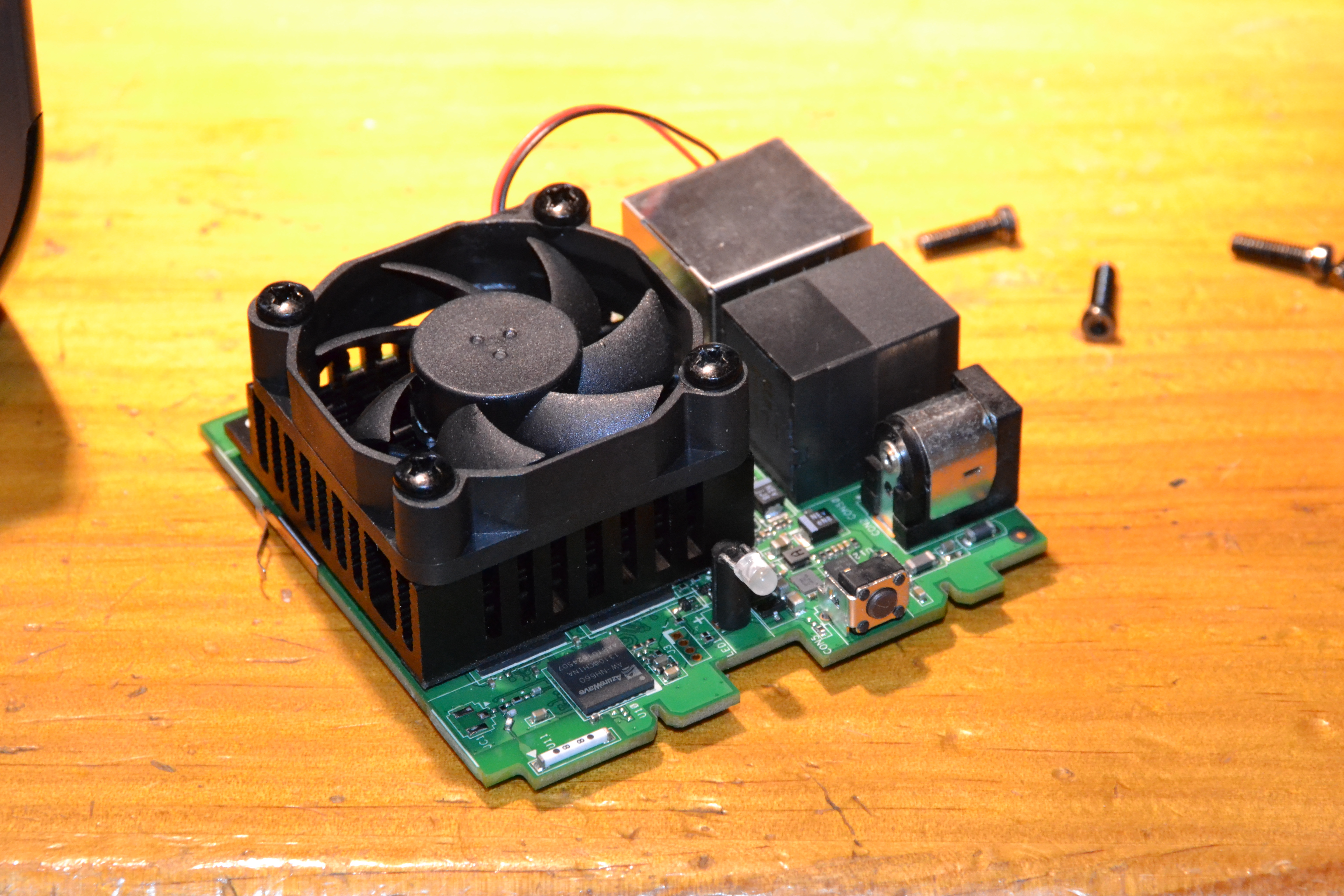
Inhoud van de spelcomputer

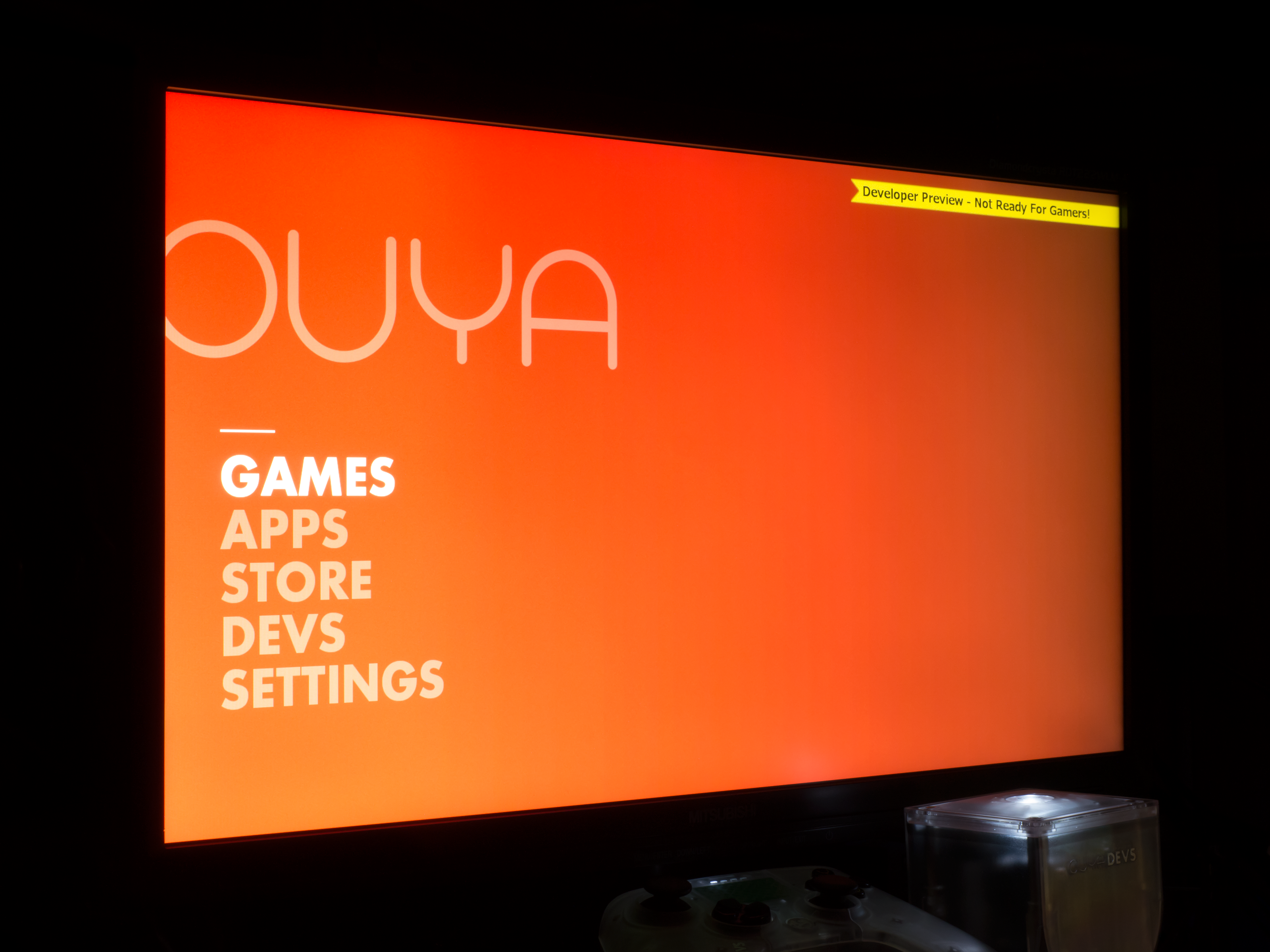
Het menu van de Ouya

De Ouya is een niet langer ondersteunde spelcomputer waarvan alle gebruikte software open source is. De spelconsole draait op Googles besturingssysteem Android (versie 4.1) en is gebaseerd op de NVIDIA Tegra 3 System on Chip (SoC). Het toestel werd op 3 juli 2012 aangekondigd en een week later (10 juli 2012) werd een Kickstarter-campagne gestart. De console werd verkrijgbaar vanaf 25 juni 2013.
Het Ouya-project werd geleid door Julie Uhrman, CEO van Ouya Inc. en voormalig digital distribution vicepresident bij IGN. De hard- en softwareontwikkeling valt onder de bevoegdheden van Muffi Ghadiali die eerder al mee verantwoordelijk was voor de Amazon Kindle. Het design van de spelcomputer is uitgevoerd door Yves Béhar.
Na de financiële problemen werden de medewerkers en software van Ouya verkocht aan Razer, die de stopzetting van de Ouya-console aangekondigde op 27 juli 2015.

## Geschiedenis
Op 3 juli 2012 werd de spelcomputer Ouya aangekondigd door Ouya Inc. Het bedrijf wekte interesse van de internetgemeenschap door uit te pakken met termen als "open", "unlocked" en "free-to-play". Bovendien is de aangegeven prijs met $ 99 (circa € 76) aanzienlijk lager dan die van andere spelcomputers. Ouya inc gebruikte Kickstarter om te peilen naar de interesse van de gemeenschap en na nauwelijks 8 uur werd de doelstelling van 950.000 dollar gehaald. Uiteindelijk werd $ 8.596.474 opgehaald, meer dan negen keer het beoogde bedrag. Dit maakte Ouya op dat moment het meest succesvolle Kickstarter-project ooit in de games-categorie. Op 31 oktober 2012 werd aangekondigd dat de eerste Ouya-hardware geproduceerd was en dat het project in de testfase was beland.

## Ontwikkelaars
Na het grote succes op Kickstarter begonnen veel softwareontwikkelaars interesse te krijgen en al snel werden de eerste spellen en applicaties voor Ouya aangekondigd. Robotki Studio was de eerste ontwikkelaar die, exclusief voor Ouya, een prequel aankondigde van zijn game Human Element. Kort daarna had ontwikkelaar Square Enix bevestigd dat Final Fantasy III uit de populaire Final Fantasy-serie bij de lancering van de console zou verschijnen. Ook Namco Bandai wil verschillende van zijn oude games voor Ouya opnieuw uitbrengen. Niet enkel spelontwikkelaars hebben aangekondigd om software voor Ouya uit te brengen, maar ook de populaire mediacenter-software XBMC verscheen voor de Ouya. en Plex. Moonlight Studios portte dan weer VLC media player for Android naar Ouya. Daarnaast zijn er nog vele andere titels aangekondigd en werken alle bestaande Android-games ook op Ouya. Vanaf januari 2014 werd Super-Gnes Emulator, een Super Nintendo emulator, verkrijgbaar.

## Hardware
Specificaties:
Console
- NVIDIA Tegra 3: Quadcore ARM CortexA9 + GPU
- 1GB LPDDR2 RAM
- 8GB flashgeheugen
- HDMI-uitgang met resolutie tot 1080p (full HD)
- Draadloos netwerk Wi-Fi 802.11bgn + Ethernet kabelingang
- Bluetooth LE 4.0

Controller
- Draadloze RF-verbinding
- Twee analoge joysticks, d-pad, acht actieknoppen, systeemknop
- Aanraakgevoelige zone ter ondersteuning van bestaande Android-games
- Werkt op 2 AA-batterijen

## Software
- Android 4.1
- Eigen gebruikersinterface
- Geïntegreerde webwinkel waarvan games en toepassingen gedownload kunnen worden
- Open Software development Kit

## Kenmerken
- Op de Ouya-console kunnen maximaal vier controllers tegelijk aangesloten worden. Dit maakt het mogelijk om met vier spelers tegelijk te spelen.
- Spellen en toepassingen kunnen gedownload worden vanuit de Ouya-store, vergelijkbaar met de Google Play Store of Apple App Store.[10]
- Naast downloadbare games, streamt Ouya ook spellen van de computerspelstreamingdienst OnLive.
- De hardware is eenvoudig te openen, aan te passen of uit te breiden en de spelcomputer kan geroot worden zodat gebruikers geavanceerde instellingen zelf kunnen aanpassen, zonder dat daarbij de garantie vervalt.[10]